# 東関東方言
東関東方言（ひがしかんとうほうげん）とは、茨城県と栃木県（南西部の足利市付近を除く）で話されている日本語の方言である（東条操による方言区画）。東北部関東方言とも言う。西関東方言とともに関東方言を構成する。茨城・栃木の方言は東北方言（南奥羽方言）的な要素が強く、南奥羽方言に属するとする学者もいる（都竹通年雄、奥村三雄など）。また福島県南部を東関東方言に含み、福島県北部以北を東北方言とする学者もいる。

## 概要
東関東方言には茨城弁や栃木弁が含まれ、地域によって語彙の差は見られるものの全体的な特徴は共通する。また、栃木県のうち東関東方言に含まれない南西部と、群馬県邑楽郡、埼玉県東部、千葉県でも東関東方言に近い音声特徴が聞かれる。茨城県や栃木県は群馬県とともに「北関東」として一括りにされることが多いが、群馬県内の大部分の方言は東関東方言ではなく西関東方言に分類される（群馬弁を参照）。

## 発音
東関東方言では、単語に固定されたアクセントを持たず、無アクセントである。無アクセントの分布は東北地方南部（南奥羽方言）と繋がっている。
エ段母音は共通語よりも狭くイ段に近い発音となり、特に母音単独拍ではイとエの区別がない。例えば「井戸」と「江戸」を同じように発音する。子音と結びつく場合は区別がある。
イ段・ウ段母音は中舌寄りの発音であるが、東北方言にある「し」と「す」、「ち」と「つ」、「じ」と「ず」の統合は起きていない。「チーガッコー」（中学校）、「シジン」（主人）のような拗音の直音化もかつては盛んだったが、現在では少なくなってきている。
語中・語尾のカ行・タ行は濁音化（有声化）が起きる。例えば「箱」を[hago]、「肩」を[kada]と発音する。ただし、促音・撥音の直後、無声化した母音の直後、新しい漢語・外来語の場合、擬声語・擬態語の場合は濁音化は生じない。東北方言では、本来の濁音は鼻音化が起きるが、東関東方言では聞かれない。

## 下位方言
- 茨城弁
- 栃木弁
- 千葉弁 ‐ 大部分が東京式アクセントだが、北部を中心にイとエの統合、カ行・タ行の濁音化など東関東方言的要素を持つ[14]。
- 東部埼玉弁 - 千葉弁と同様に、東関東方言的要素を持つ[14]。